# Административно деление на Тунис
Тунис е разделена на 24 области (вилаети):
| 1. Ариана 2. Бежа 3. Бен Арус 4. Бизерт 5. Габес 6. Гафса 7. Жендуба 8. Кайруан 9. Касерин 10. Кебили 11. Кеф 12. Махдия | 1. Мануба 2. Меденин 3. Монастир 4. Набил 5. Сфакс 6. Сиди Бузид 7. Силиана 8. Сус 9. Татауин 10. Тозьор 11. Тунис 12. Загуан |

Областите (вилаетите) са разделени на райони (мутамадии), които са подразделени на общини (шайхати). Общият брой на районите е 262.